# Munis Tekinalp

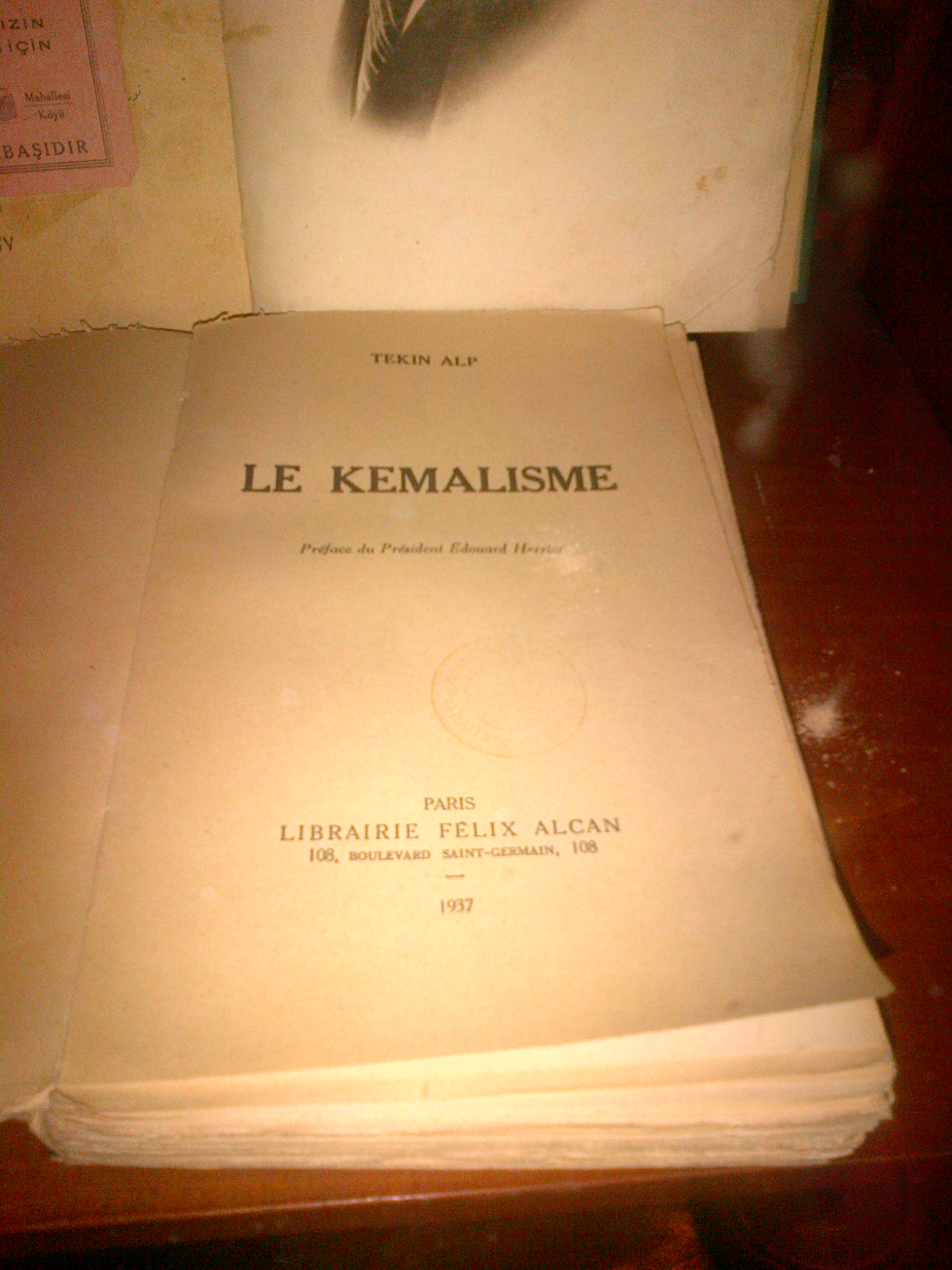
El llibre Le Kemalisme de Tekin Alp (Munis Tekinalp) sobre la Revolució Turca.

Munis Tekinalp (a vegades Tekin Alp també), nascut Moiz Kohen (Serres, província de Selanik, Imperi Otomà, 1883 - Niça, 1961), fou un polític nacionalista turc.
El 1905 va iniciar els seus estudis a Selanik i a la vegada va començar a escriure en el diari turc Asır (‘segle’ en turc otomà). Quan la ciutat va caure a mans dels grecs, el 1912, va continuar estudiant dret en el Darulfunun (la Universitat), a Istanbul, on es va refugiar amb la seva família. Fou un ferm partidari de la Revolució de 1908 i la República Turca. Amb la llei de cognoms, va canviar el seu nom. Va treballar a l'Associació de la Llengua Turca (TDK) i es va retirar el 1956. Morí a França, on hi va anar per a curar-se d'una malaltia, el 1961. El seu fill, el Prof. Dr. Ünal Tekinalp, un conegut acadèmic, també va estudiar i després va ser professor de dret a la Universitat d'Istanbul, i és autor de diversos llibres.
Jacob M. Landau publicà el llibre Tekinalp Bir Türk Yurtseveri (Tekinalp, un patriota turc) i Liz Behmoaras, escriptora turca jueva, va escriure el 2004 el llibre Bir Kimlik Arayışının Hikâyesi (L'historia d'una cerca de identitat), tots dos sobre Munis Tekinalp.